# Passerelle de Chèvres
La passerelle de Chèvres est un pont piéton sur le Rhône, situé dans le canton de Genève, en Suisse.

## Localisation
La passerelle de Chèvres est le onzième pont le plus en amont du Rhône après sa sortie du lac Léman. Il relie le village de Chèvres, situé sur le territoire de la commune de Bernex, sur la rive gauche et la station d'épuration de la commune de Vernier, sur la rive droite. 

## Histoire
La passerelle de Chèvres est construite en 1898 par Constant Butticaz. en même temps que l'usine hydroélectrique de Chèvres voisine qui est démolie en 1947. À cette même époque, la passerelle est démolie et reconstruite.

## Sources